# 梅里登 (愛荷華州)
梅里登（英語：Meriden）是一個位於美國愛荷華州切羅基縣的城市。

## 地理
梅里登的座標為42°47′39″N 95°38′03″W / 42.79417°N 95.63417°W，而該地的平均海拔高度為430米（即1411英尺）。

## 人口
根據2010年美國人口普查的數據，梅里登的面積為0.28平方千米，當中陸地面積為0.28平方千米，而水域面積為0.00平方千米。當地共有人口159人，而人口密度為每平方千米567人。